# 方履中
方履中（1864年—1932年），字玉山，一字聘商，安徽安庆南鄉（今義津鎮）人。

## 生平
少時讀書勤奮，清光緒二十九年中進士，選庶吉士，未散館，同年闰五月，改翰林院庶吉士。歷任兩淮鹽運使、四川提學使、安徽礦務總理。光緒二十七年（1901年）父喪回鄉，居安慶。1913年在東流、彭澤等地置荒場，招墾十萬畝，移民數萬人。著有《貞泯不泐》、《桐城名賢詩詞輯》等。